# Gregorio Anonas
Gregorio Anonas (Iba, 24 april 1896 - New York, 10 augustus 1946) was een Filipijns politicus. Anonas was lid van het Filipijns Huis van Afgevaardigden van 1931 tot 1933. Tevens was Anonas onderminister van Publieke Werken en Communicatie en onderminister van Landbouw en Handel.

## Biografie
Gregorio Anonas werd geboren op 24 april 1896 in Iba in de Filipijnse provincie Zambales. Hij was een zoon van Tirso Anonas en Catalina Adelantar. Na het behalen van zijn diploma aan de Philippine Normal School, studeerde Anonas rechten aan de Philippine Law School. In 1919 voltooide hij deze bachelor-opleiding. Tevens slaagde hij in datzelfde jaar voor het toelatingsexamen (bar exam) van de Filipijnse balie als bar topnotcher, met de hoogste score (87%).
Tijdens zijn studie werkte hij als docent op een school in Zambales van 1913 tot 1915 en was hij klerk voor het Land Registration Office van 1915-1916. Nadien werkte hij als kerk voor het Executive Bureau in 1917, klerk op het kantoor van de gouverneur-generaal van de Filipijnen van 1918 tot 1919 voor hij vanaf 1919 werkte voor het Bureau of Internal Revenue, waar hij zich van de positie van klerk opwerkte tot hoofd van de juridische afdeling. Van 1922 tot 1928 werkte Anonas er als hoofd van de afdeling inkomstenbelastingen. 
In 1928 werd Anonas gekozen tot afgevaardigde van Zambales in het Filipijns Huis van Afgevaardigden. In 1931 werd hij herkozen voor een tweede termijn van drie jaar. Op 1 maart 1933 werd Anonas benoemd tot onderminister van Publieke Werken en Communicatie. Van 1 januari 1934 tot 10 januari 1934 was hij kortstondig onderminister van Landbouw en Handel tot hij werd aangesteld als de eerste Filipijnse directeur van het Metropolitan Water District. Deze functie bekleedde hij tot 1938. Van 2 maart 1936 was hij daarnaast ook lid van de Metropolitan Water District Board. In 1936 werd hij aangesteld als algemeen manager van de National Power Corporation (NAPOCOR). Een van de grote projecten onder zijn leiding was de Caliraya Dam, met de eerste grote waterkrachtcentrale in de Filipijnen. In november 1941 diende hij zijn ontslag in als algemeen manager van NAPOCOR en andere functies als het lidmaatschap van de Metropolitan Water District Board na aantijgingen dat hij zijn positie gebruikte om zijn politieke campagne te voeren.
Anonas overleed in 1946 op 50-jarige leeftijd in New York Memorial Hospital in New York, waar hij kort na de bevrijding van de Filipijnen heen was gebracht voor ee medische behandeling tegen leverkanker. Hij was getrouwd met Concepcion Diaz en kreeg met haar vijf kinderen. Anonas Street in Quezon City en Anonas Station op lijn twee van de Metro van Manilla (LRT Line 2) werden naar hem vernoemd.